# 王立展示館とカールトン庭園
王立展示館とカールトン庭園（おうりつてんじかんとカールトンていえん）は、オーストラリア連邦ビクトリア州メルボルンにあるユネスコの世界遺産（文化遺産）の一つ。

## 概要
世界遺産に登録された王立展示館は1880年、メルボルン博覧会で使用されるために建てられた建築物で、オーストラリアで最初の大陸ヨーロッパ風建築物と言われる。ゴシック様式やロマネスク様式など数種の様式が混ざり合った独特の建物である。カールトン庭園は園芸が盛んといわれるオーストラリア有数の庭園の一つである。

## 登録基準
この世界遺産は世界遺産登録基準のうち、以下の条件を満たし、登録された（以下の基準は世界遺産センター公表の登録基準からの翻訳、引用である）。
- (2) ある期間を通じてまたはある文化圏において、建築、技術、記念碑的芸術、都市計画、景観デザインの発展に関し、人類の価値の重要な交流を示すもの。

## 登録された物件
- 王立展示館
- カールトン庭園